# Baška (Tschechien)

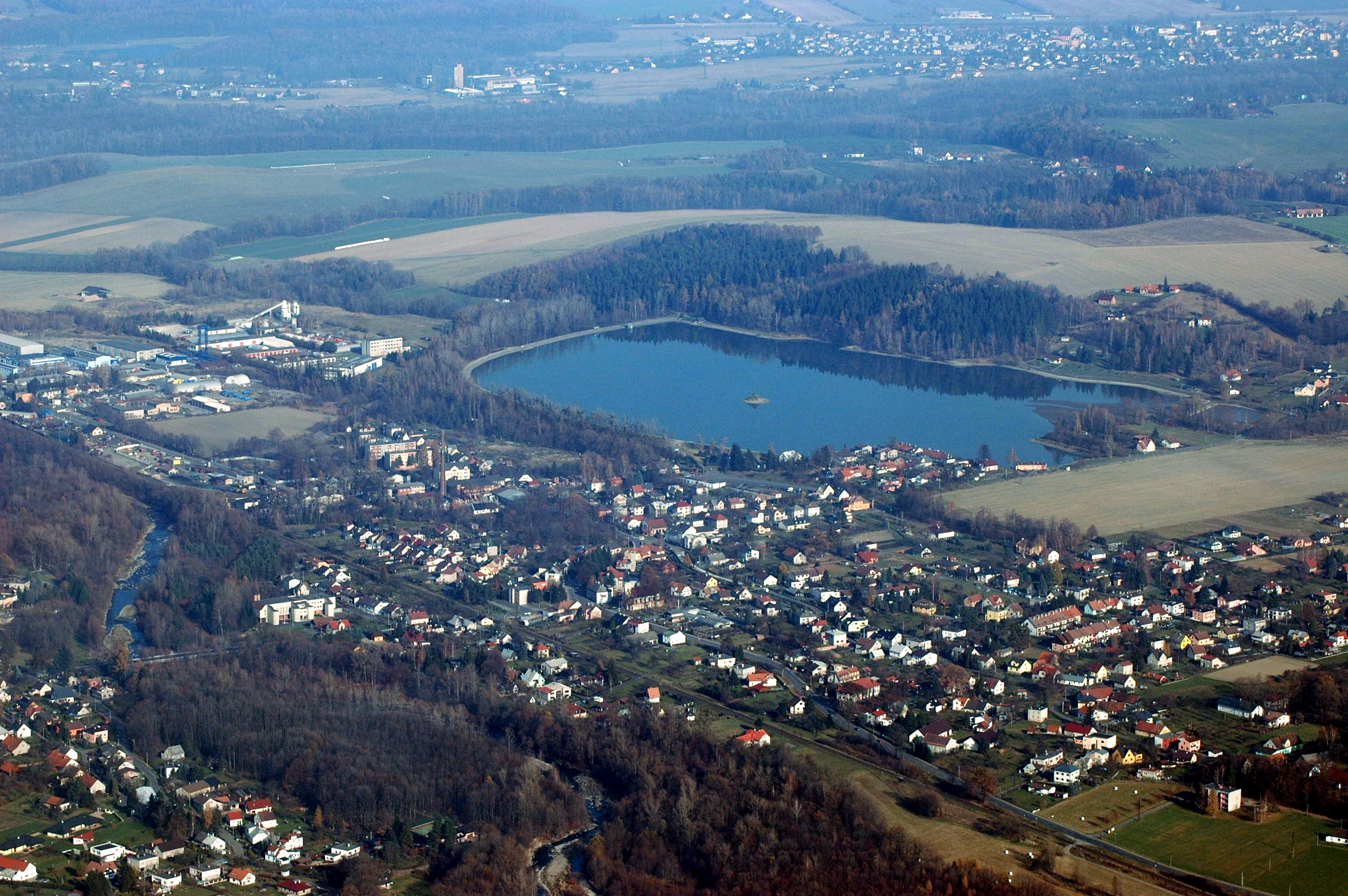
Baška aus der Luft (2011)

Baška (deutsch Baschka) ist eine Gemeinde mit 3398 Einwohnern in Tschechien. Sie liegt sechs Kilometer südlich von Frýdek-Místek an der Ostrawitza und gehört zum Okres Frýdek-Místek. Die Katasterfläche beträgt 1283 ha.

## Geographie
Der Ort befindet sich entlang des Bystrý potok in 313 m ü. M. am rechten Ufer der Ostrawitza an der historischen Grenze zwischen Mähren und Schlesien. Im Nordosten liegt der Stausee Baška den der Bach Baštice speist. Durch Baška führt die Eisenbahn zwischen Frýdlant nad Ostravicí und Frýdek-Místek. Links der Ostrawitza für die Staatsstraße 56 entlang, die ebenfalls die vorgenannten Städte verbindet.
Nachbarorte sind Staré Město im Norden, Skalice und Záhoří im Osten, Baščica und Janovice im Südosten, Pržno im Süden, Hodoňovice im Südwesten, Kunčičky u Bašky im Westen sowie Bahno im Nordwesten.

## Geschichte
Die erste urkundliche Erwähnung von Baška stammt aus dem Jahre 1434. Das Dorf war Teil des schlesischen Herzogtums Teschen. 1723 entstand der Hildegard-Hammer, dem noch mit dem Karlhammer und Joachimhammer zwei weitere Hammerwerke folgten. 1806 ließ Herzogin Marie Christine von Österreich einen Hochofen errichten und 1909 wurde die Verhüttung in Baschka wegen Unrentabilität wieder eingestellt.
1921 entstand eine Ziegelei und am 8. September 1929 weihten die Böhmischen Brüder das Hus-Haus.
1960 wurden Hodoňovice und Kunčičky u Bašky eingemeindet.

## Sehenswürdigkeiten
- Stausee Baška mit 33 ha Wasserfläche und Autocamping
- Reste der Feste Baška

## Gemeindegliederung
Zu Baška gehören die Ortsteile Hodoňovice (Hodonowitz) und Kunčičky u Bašky (Kleinkunzendorf), die links der Ostrawitza auf mährischem Gebiet liegen.